# Ranunculus fascicularis
Ranunculus fascicularis là một loài thực vật có hoa trong họ Mao lương. Loài này được Muhl. ex Bigelow miêu tả khoa học đầu tiên năm 1814.

## Hình ảnh

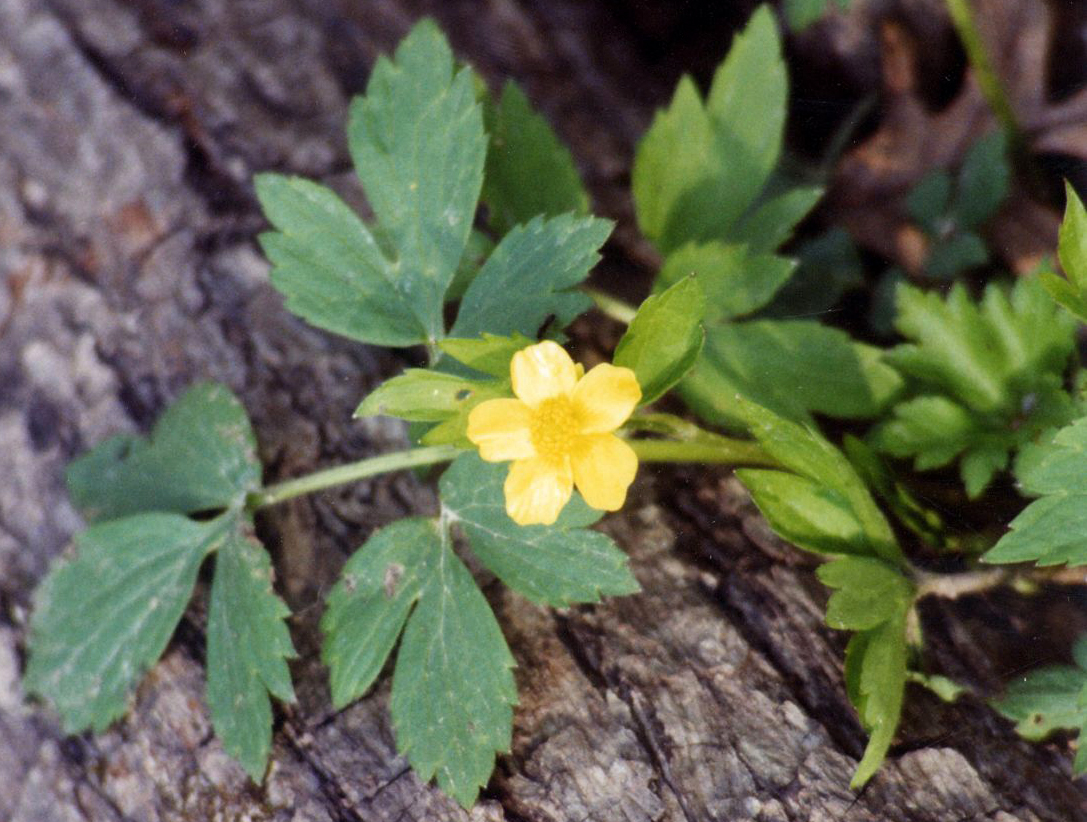